# Hope (Nouvelle-Zélande)
Hopeest une petite localité du sud de la région de Nelson dans l’Île du Sud de la Nouvelle-Zélande.

## Situation
Elle est située entre les villes de Richmond et celle de Wakefield.

## Toponymie
La localité de Hope, était connue auparavant sous le nom de  Ranzau

## Histoire
Hope émergea sous forme d’un village «germanique», fondé par plusieurs des familles, qui arrivèrent par le trois mats-barque Skjold (en), qui quitta Hambourg le 21 avril 1844 et arriva à Nelson le 1er septembre 1844.
Le voyage fut décrit par le noble allemand: le Comte de Rantzau ; nom que le premier fermier: Carl Kelling, donna à sa maison, nom de Ranzau , qui fut utilisé pour le village entier, jusqu’à ce qu’il soit renommé d’après 'Jane Hope', un autre des premiers colons.
L’influence allemande se voit au niveau de ‘Ranzau road’, qui est elle-même le siège de la «Ranzau School» (datant de 1848) tout comme l’église luthérienne (établie  en 1849) à l’opposé de la nouvelle communauté de Hope .

## Activités
Aujourd’hui le village reste largement rural, dominé par des fermes et des vergers.
Il y a 2 écoles primaires: «Ranzau School» et «Hope School», une série de magasins spécialisés (un certain nombre opérant à partir d’un verger ou d’un magasin de jardinage), un restaurant/bar, un magasin de commodités, et un parc avec des courts de tennis et un hall de divertissement.